# Met kranten dichtgeplakt
Met kranten dichtgeplakt is een sciencefictionverhaal geschreven door de Brit Christopher Priest in 1972. Het werd origineel onder de titel Real-Time World uitgegeven in 1974 in de verzamelbundel genoemd naar dit verhaal. In het Nederlandse taalgebied verscheen het in de bundel Vuurstorm bij Born NV Uitgeversmaatschappij in de serie Born SF (1978).  De titel van dat boek verwees naar het verhaal Vuurstorm. 

## Het verhaal
Het is 2019, de Koude Oorlog is nog aan de gang en schermutselingen tussen beide kampen worden uitgevochten in de Niet Geboden Landen. Tegen die achtergrond is er op de Maan een kleine kolonie opgezet. Een team van wetenschappers onderzoekt wat er moet gebeuren als de mensheid ooit een andere planeet wil verkennen. 
Communicatie tussen de Maan en Aarde vindt eenmaal per maand plaats. Daarbij wordt een soort censuur toegepast. Alleen berichten/nieuws dat invloed zou kunnen hebben op de onderzoekers wordt doorgegeven en in de loop van een maand na de communicatiedatum vrijgegeven. Zo kan het voorkomen dat bijvoorbeeld een brand in een flat in New York de Maan niet bereikt, omdat geen van de kolonialisten familie heeft in die stad. Het gebrek aan nieuws zorgt ervoor dat er allerlei geruchten in de maannederzetting rondgaan. Die geruchtengang loopt parallel aan de duur dat er geen nieuws komt. De geruchten zijn op hun piek vlak voordat de nieuwe berichten over de werkelijkheid de Maan bereiken. De geruchten blijken vaak gestoeld op eerdere berichten, waarin de variabelen aangepast zijn.
Het gebrek aan communicatie brengt ook het gerucht op gang, dat de kolonialisten zich niet op de Maan bevinden, maar op een afgelegen plek op Aarde. Dat gerucht wordt steeds hardnekkiger en de mensen overwegen een uitstapje te maken. De enige, die de vertraagde rechtstreekse verbinding heeft met Aarde, wordt op een gegeven moment ook de enige die weet dat ze ook daadwerkelijk op de Maan zijn. De andere leden van het onderzoeksteam zijn er zeker van dat ze op Aarde zijn en stappen via de luchtsluis naar buiten. 
De Nederlandse titel verwijst naar de abominabele staat van onderhoud van de observatiecabines; er treden steeds scheuren in de wanden op.